# エリー・ナーデルマン

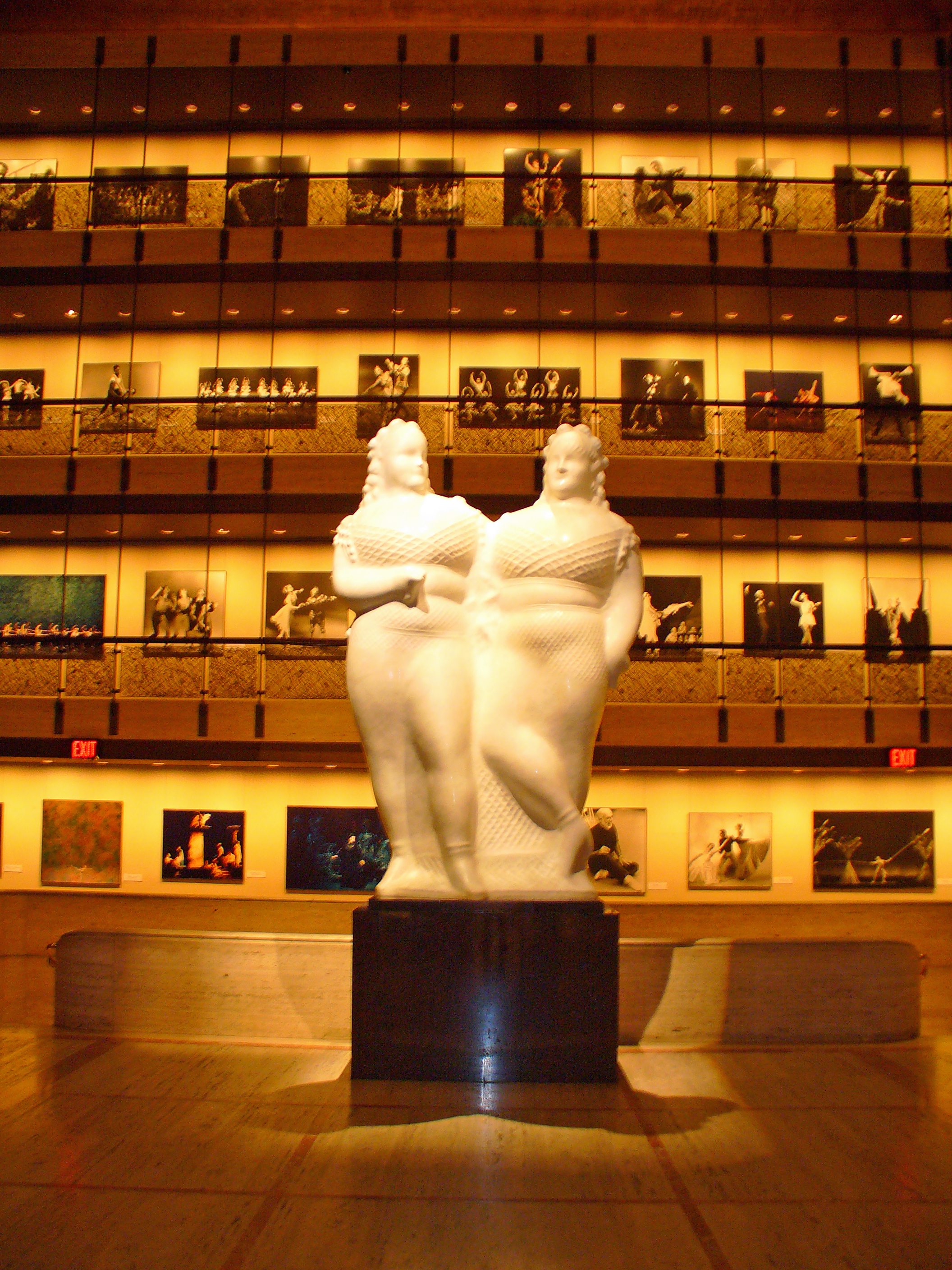

エリー・ナーデルマン（Elie Nadelman, 1882年2月20日 - 1946年12月28日）は、ポーランドワルシャワ出身の東欧系ユダヤ人の彫刻家。

## 略歴
ワルシャワで生まれ、そこで学んだ後、1902年にミュンヘンを訪れ、ミュンヘンにある古典古代彫刻専門の美術館グリュプトテークの展示品を観で古代遺跡に興味を持った。1904年から1914年までパリに滞在し、前衛芸術家と交流した。1905年から1908年までアンデパンダン展やサロン・ドートンヌに出展した。1909年にパリで個展を開いた。第一次世界大戦中にアメリカ合衆国に移り、1927年に市民権を得た。1920年に裕福な女性と結婚し、夫人とフォーク・アートの大規模なコレクションを作った。同時に彫刻のスタイルを変えシンプルで滑らかなフォルムの作品をつくるようになった。
同じユダヤ系のステファン・ネードルマン Stefan Nadelman は別人。

## 作品
- "Man in the Open Air" (c.1915年)

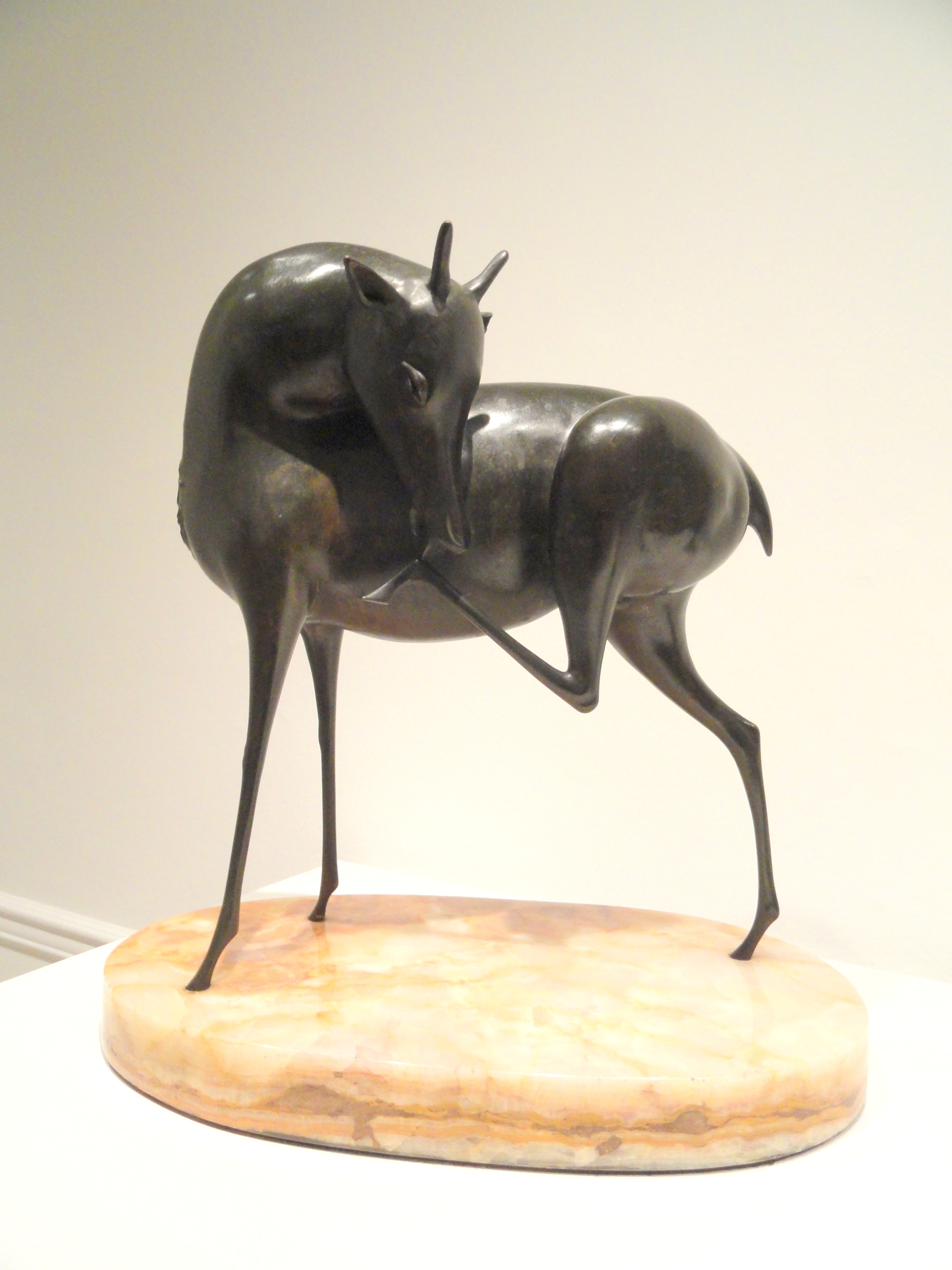
Faun（神話の動物） コーコラン美術館
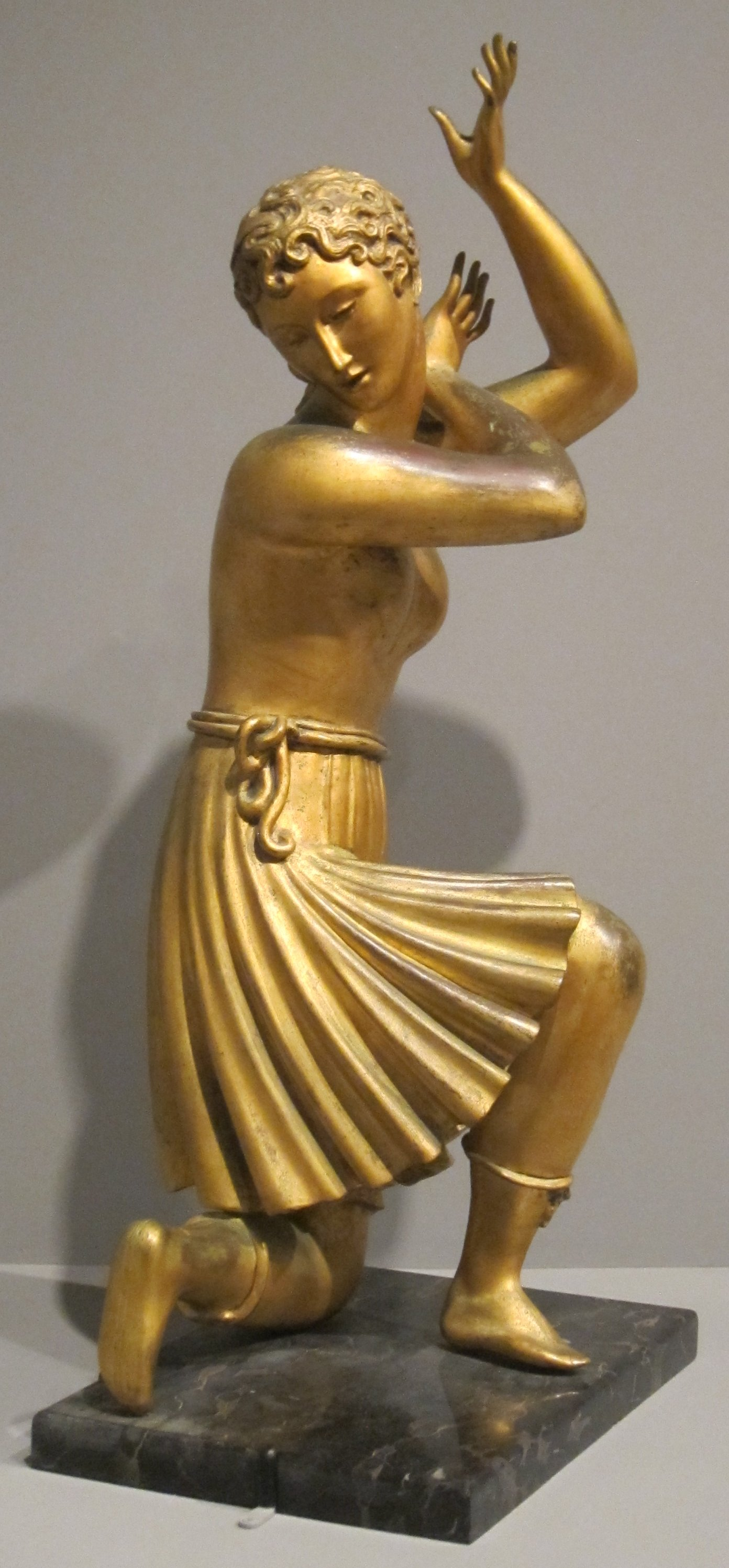
踊る少女 (1916/1918) ホノルル美術館
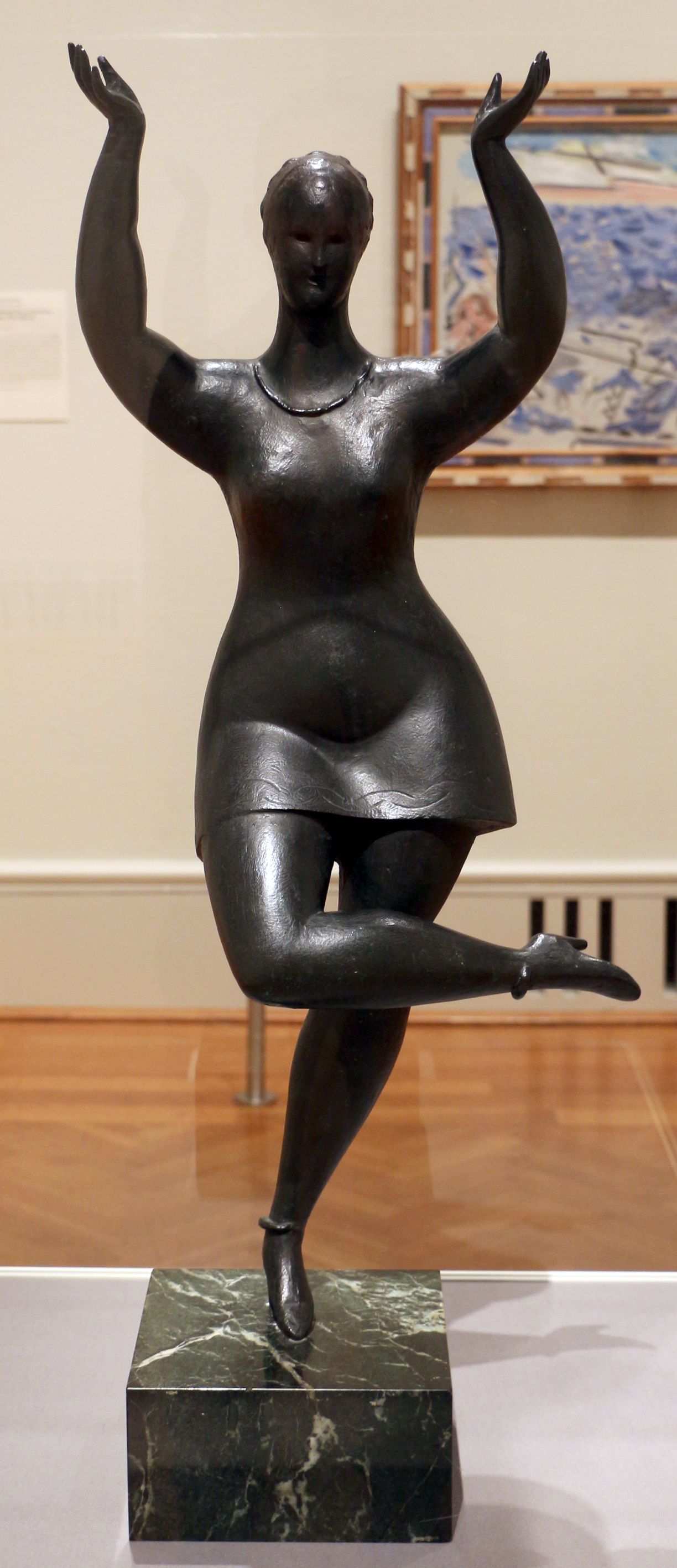
バレリーナ シカゴ美術館